# Ívars þáttr Ingimundarsonar

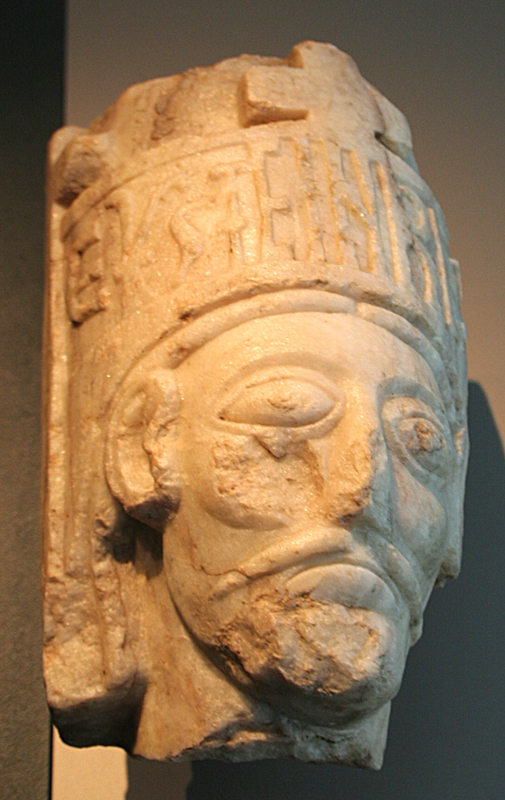
Busto de Øystein Magnusson. Principios del. Museo de Bergen

Ívars þáttr Ingimundarsonar es una historia corta islandesa (þáttr) que relata las bondades del reinado de Øystein I de Noruega. 
Fue escrita hacia el siglo XIII y se conserva en Morkinskinna.

## Sinopsis
Ívar Ingimundarson es un islandés que vive en Noruega, en la corte noble del rey Øystein quien le tiene mucho aprecio. Su hermano Þorfinn viaja también a Noruega, pero estaba celoso de Ívar y regresa pronto. Antes de partir hacia Noruega, Ívar había pedido a su amada que le esperase, pero su hermano aprovecha el regreso para casarse con ella. Ívar se siente profundamente decepcionado y llega a oídos del rey y le otorga ayuda para que pueda desposarse con la mujer que ama, pero Ívar explica que ahora es la mujer de su hermano. Øystein intenta muchas maneras de aliviar las tristezas de Ívar hasta que sugiere que hablen a diario de ella, ya que el disgusto se alivia cuando se comparte. Así lo hacen e Ívar se recupera pronto.